# Pieris japonica
Pieris japonica és una planta de la família de les ericàcies. És nativa de l'est de la Xina, Taiwan, i el Japó, on creix formant matollars de muntanya. També és molt cultivada en jardineria.

## Descripció
Pieris japonica és un arbust o arbret d'entre 1 i 3 metres d'alt, ocasionalment pot arribar als 10 metres, amb fulles simples i alternes en les tiges trencadisses. Les flors són blanques i apareixen a la primavera. La planta és verinosa.
El nom d'«andromeda» procedeix del gènere on anteriorment estava ubicada.

## Sinònims
- Andromeda japonica Thunb.
- Lyonia polita (W.W. Sm. & Jeffrey) Chun
- Lyonia popowii (Palib.) Chun
- Pieris japonica var. taiwanensis (Hayata) Kitam.

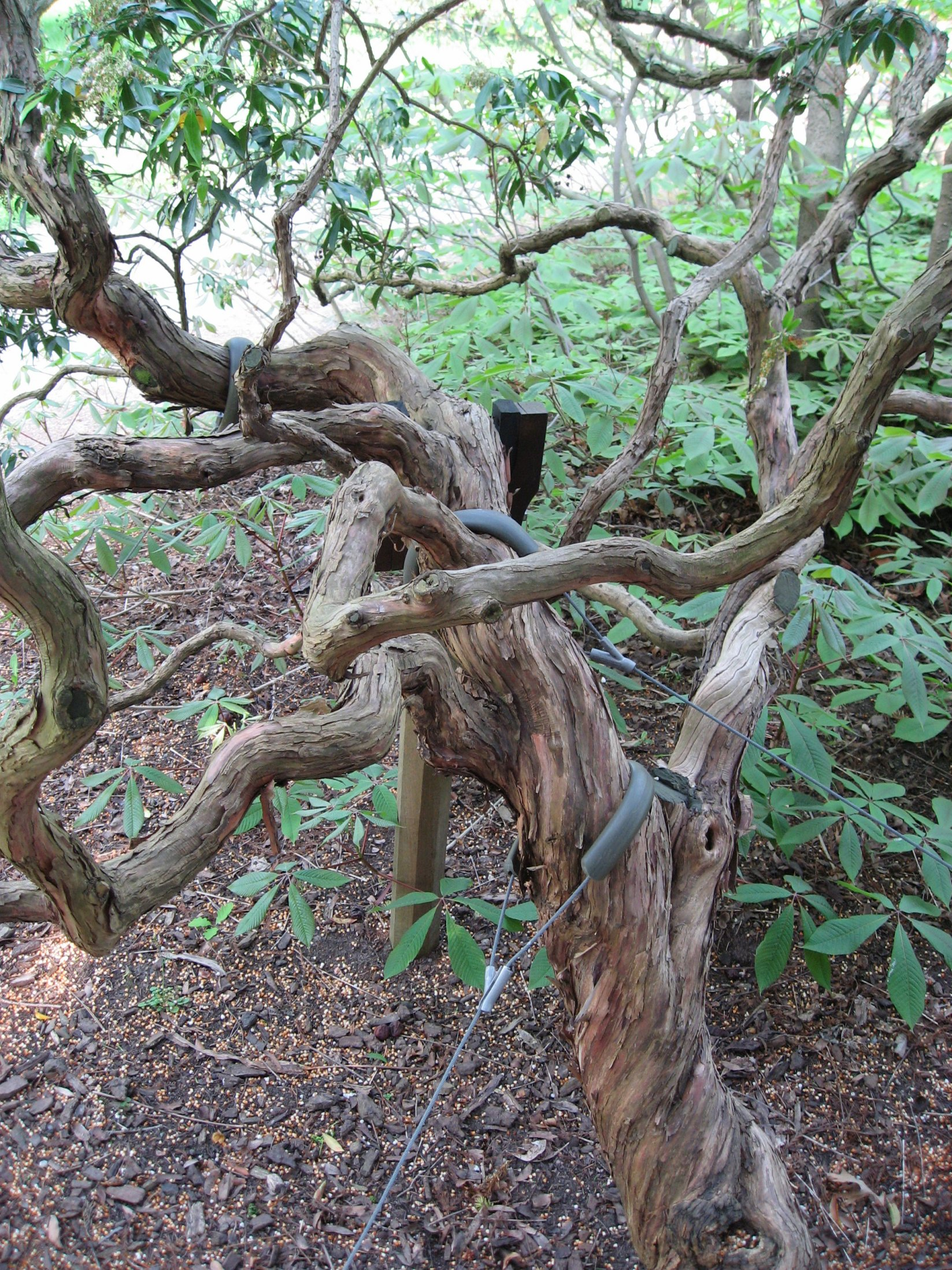
Tronc de Pieris japonica a l'Arboretum de la Vallée-aux-Loups, França

- Pieris polita W.W. Sm. & Jeffrey
- Pieris popowii Palib.
- Pieris taiwanensis Hayata[3][4]